# Synnomos gracililinea
Synnomos gracililinea är en fjärilsart som beskrevs av W. Warren 1905. Synnomos gracililinea ingår i släktet Synnomos och familjen mätare. Inga underarter finns listade i Catalogue of Life.